# آهن هیون-بئوم
آهن هیون-بئوم (انگلیسی: Ahn Hyeon-beom؛ زادهٔ ۲۱ دسامبر ۱۹۹۴) بازیکن فوتبال اهل کره جنوبی است.
از باشگاه‌هایی که در آن بازی کرده‌است می‌توان به باشگاه فوتبال اولسان هیوندای و باشگاه فوتبال ججو یونایتد اشاره کرد.
وی همچنین در تیم‌های ملی فوتبال زیر ۲۳ سال کره جنوبی و کره جنوبی بازی کرده‌است.